# Zamach w Stambule (12 stycznia 2016)
Zamach w Stambule 12 stycznia 2016 – samobójczy atak, do którego doszło 12 stycznia 2016 w stambulskiej dzielnicy Sultanahmet. Sprawcą ataku był terrorysta z Państwa Islamskiego Nabil Fadli.

## Przebieg wydarzeń
W miesiącach poprzedzających zamach w Turcji kilkakrotnie dochodziło do ataków terrorystycznych organizowanych przez Państwo Islamskie. Najkrwawsze miały miejsce w październiku 2015 na pokojowym zgromadzeniu w Ankarze oraz w lipcu tego samego roku w Suruc.
Zamachowiec wysadził się w powietrze w popularnej wśród turystów dzielnicy Sultanahmet, w parku, ok. 25 metrów od Błękitnego Meczetu. W momencie ataku miejsce nie było zatłoczone, znajdowały się w nim swobodnie przechadzające się grupy turystów. W zamachu, poza samym napastnikiem, zginęło dziesięć osób, z tego ośmioro turystów z Niemiec i jeden Peruwiańczyk, a piętnaście zostało rannych.

### Tło i przyczyny zamachu
Państwo Islamskie stanowiło w okresie przeprowadzenia zamachu jedno z najpoważniejszych zagrożeń dla bezpieczeństwa i stabilności Turcji, od 2013 jest uznawane przez Ankarę za organizację terrorystyczną. Równocześnie władze tureckie były oskarżane (przez opozycję, organizacje kurdyjskie, jak również Rosję) o współpracę z tą organizacją terrorystyczną m.in. poprzez dozbrajanie jej, tolerowanie przepływu dżihadystów przez granicę turecką i prowadzenie przez nich agitacji na terytorium Turcji. Publiczne wyrażanie sympatii wobec Państwa Islamskiego zarzucano politykom rządzącej Partii Sprawiedliwości i Rozwoju. Przyczyną, dla której Turcja miałaby tolerować lub nawet wspierać IS, jest jego skrajna wrogość wobec rządów Baszszara al-Asada w Syrii; Ankara również w 2016 dążyła do ich obalenia, wspierając otwarcie organizacje opozycji syryjskiej w wojnie domowej.  Drugą przyczyną ambiwalencji w stosunkach między IS a Turcją jest wspólna wrogość wobec kurdyjskich organizacji zbrojnych, w tym niepodległościowych. Według Mateusza Chudziaka właśnie ambiwalencja polityki Ankary wobec Państwa Islamskiego zachęciła terrorystów do przeniesienia działań na terytorium tureckie, zorganizowania na nim ataków na Kurdów, a w dalszej kolejności także na innych "wrogów islamu" w rozumieniu IS – za takowych uważa się np. turystów z Europy Zachodniej.
Wskazywano, że Państwo Islamskie uderzyło w przybywających do Turcji gości z zagranicy, by zaszkodzić gospodarce kraju, której ważną gałęzią jest turystyka.

### Zamachowiec
Wicepremier Turcji Numan Kurtulmuş poinformował, że zamachowiec urodził się w 1988 r. i pochodził z Syrii, najprawdopodobniej niedawno przybył do Turcji i nie był podejrzewany o terroryzm ani w związku z tym obserwowany. 13 stycznia poinformowano, iż mężczyzna nazywał się Nabil Fadli, urodził się w 1988 w Arabii Saudyjskiej i przybył do Turcji podając się za uchodźcę z Syrii 18 grudnia 2015. Przed przekroczeniem granicy walczył w Syrii w szeregach Państwa Islamskiego. Według władz tureckich został wzięty do niewoli i był torturowany przez jedną ze zbrojnych organizacji kurdyjskich; Kurdowie zaprzeczyli tym informacjom. Mężczyzna miał należeć do grupy planującej zamach na 31 grudnia, jednak wykrycie pierwotnego planu zmusiło go do zmiany zamiarów.

## Reakcje
Premier Turcji Ahmet Davutoğlu oznajmił po zamachu, że jego sprawca był związany z Państwem Islamskim i obiecał, że Turcja będzie kontynuować walkę z tą organizacją do momentu, dopóki nie przestanie ona stanowić zagrożenia. Zamach potępili również prezydent Turcji Recep Tayyip Erdoğan oraz kanclerz Niemiec Angela Merkel.